# Podhradie (district de Topoľčany)
Pour les articles homonymes, voir Podhradie.
Podhradie (prononciation slovaque : [ˈpɔdɦraɟi̯ɛ], hongrois : Kővárhely [ˈkøːvaːrhɛj]) est un village de Slovaquie situé dans la région de Nitra.
Le village est connu pour abriter le château de Topoľčany.

## Histoire
Première mention écrite du village en 1235.

## Démographie

### Évolution de la population
| Année:               | 1994. | 2004.    | 2014.   | 2024.   |
| -------------------- | ----- | -------- | ------- | ------- |
| Nombre de personnes: | 260   | 311      | 292     | 285     |
| Différence:          |       | +19,61 % | -6,10 % | -2,39 % |

| Année:               | 2023. | 2024.   |
| -------------------- | ----- | ------- |
| Nombre de personnes: | 284   | 285     |
| Différence:          |       | +0,35 % |

## Géographie
Podhradie est situé dans les monts Považský Inovec, à 14 km au nord-ouest de Topoľčany.
| Hôrka nad Váhom, Hrádok (région de Trenčín) | Zlatníky (région de Trenčín) |         |
| Nová Lehota (région de Trenčín)             | Podhradie                    | Prašice |
| Bojná                                       | Tesáre                       | Závada  |

## Galerie

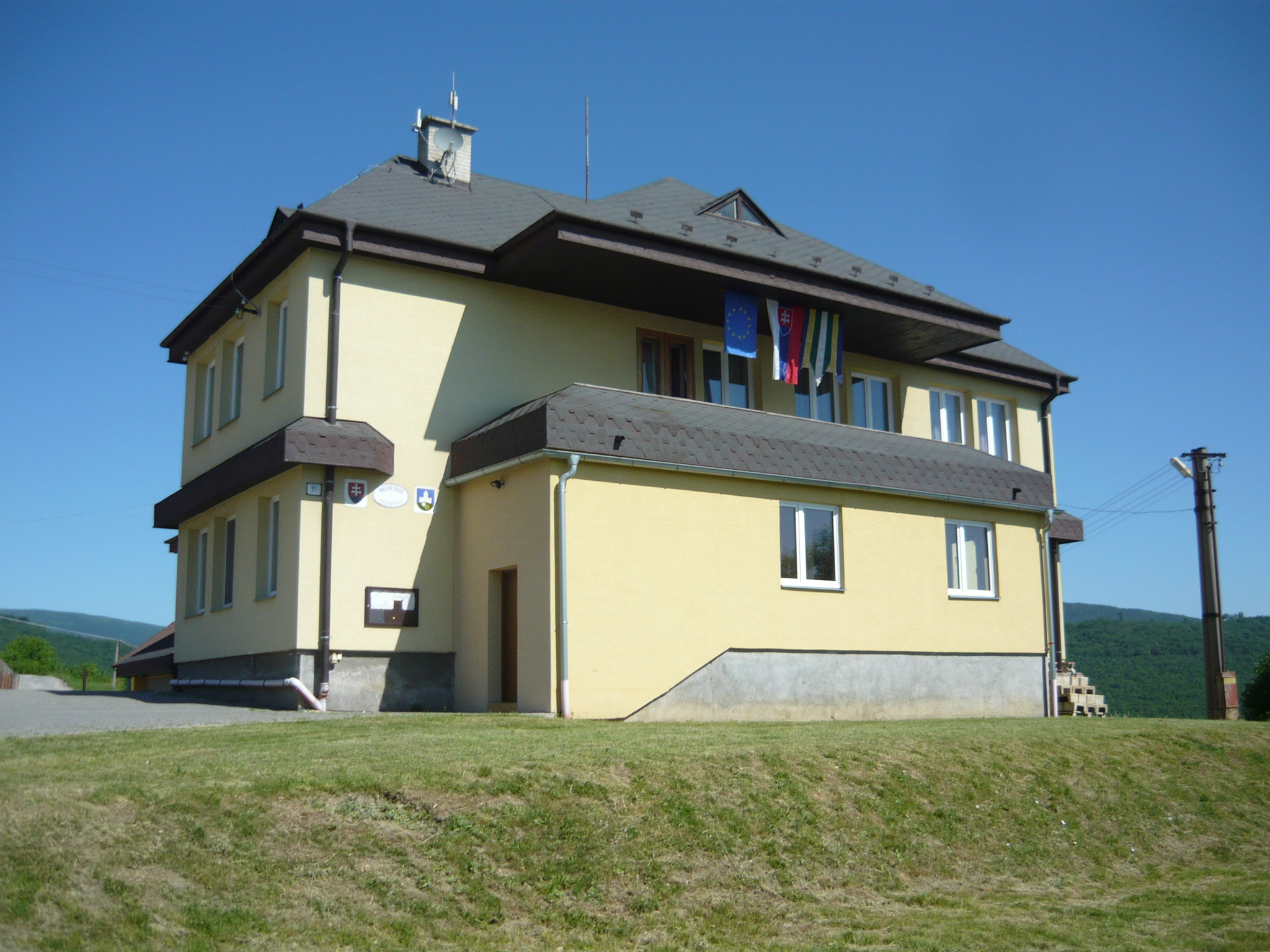
La mairie de Podhradie
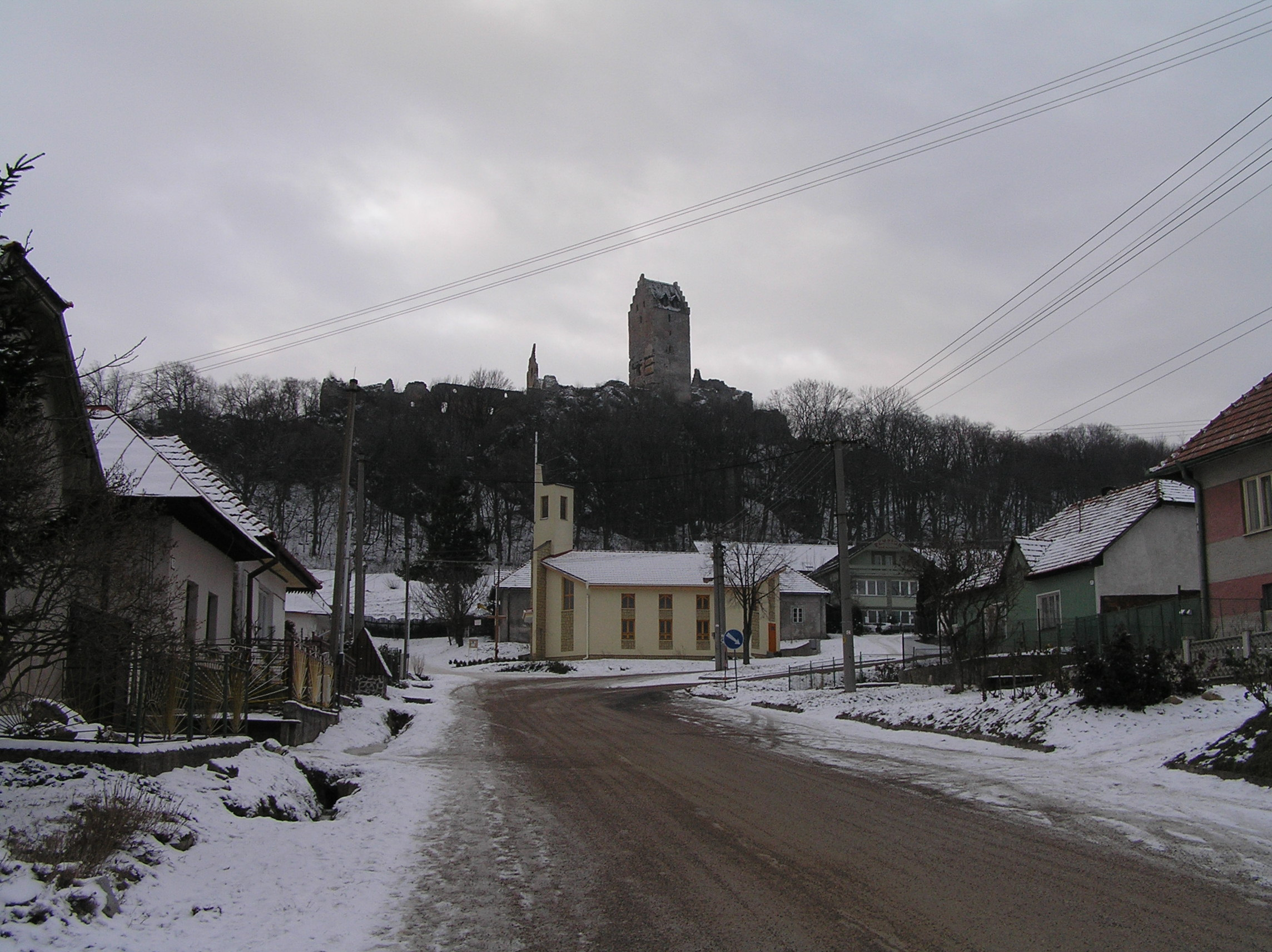
Le village en hiver
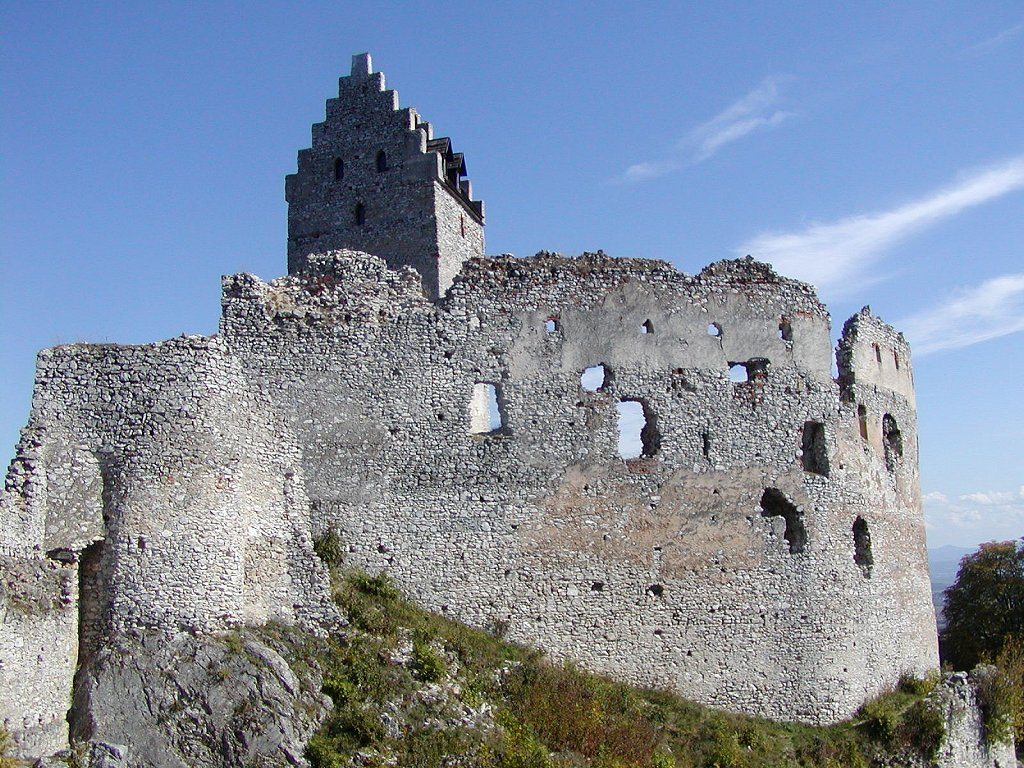
Le château de Topoľčany
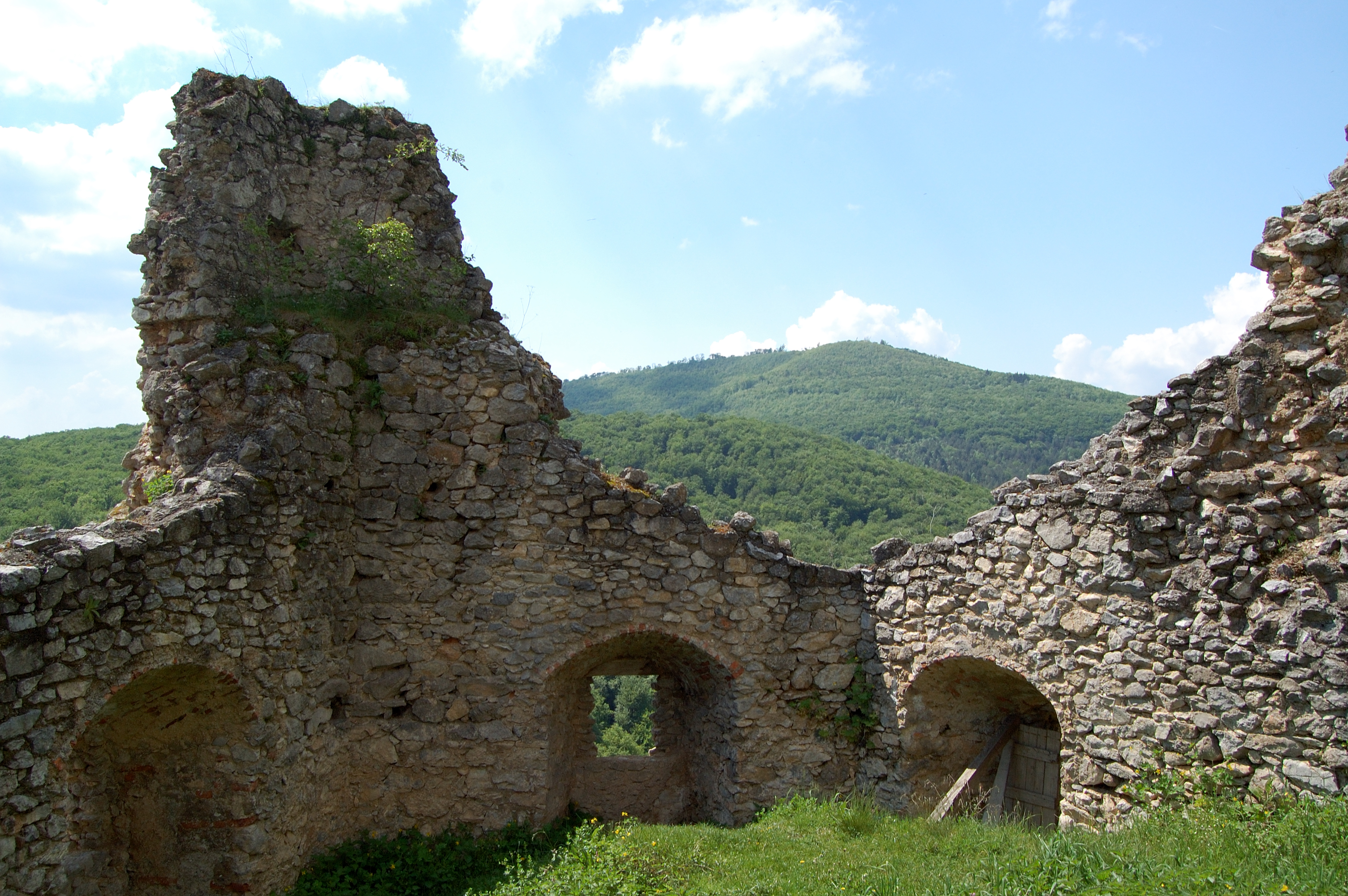
Le château
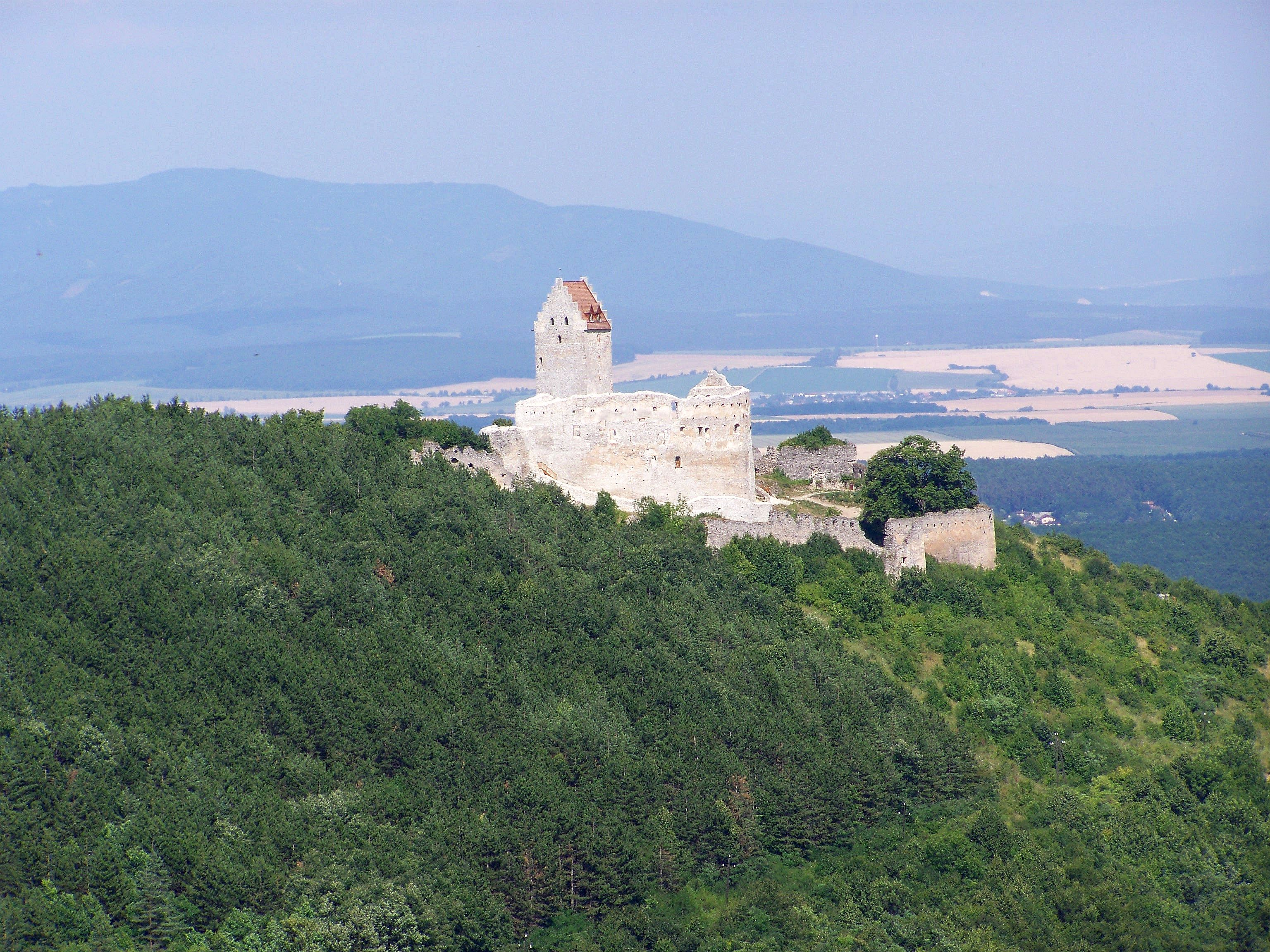
Vue du château